# بانیل (اسن)
بانیل (به فرانسوی: Bonneil) یک کمون در فرانسه است که در ان (ا-دو-فرانس) واقع شده‌است. بانیل ۲٫۱۱ کیلومتر مربع مساحت دارد ۷۰ متر بالاتر از سطح دریا واقع شده‌است.